# سیارک ۲۰۸۱۳
سیارک ۲۰۸۱۳ (به انگلیسی: 20813 Aakashshah، نامگذاری:2000SB274) بیست هزار و هشتصد و سیزدهمین سیارک کشف شده‌است که در ۲۸ سپتامبر ۲۰۰۰ کشف شد.
قدر مطلق سیارک برابر ۱۷.۸ است.